# HG Média Csoport
A HG Média Csoport a közép-kelet-európai régió egyik jelentős, magántulajdonban lévő tartalommarketing-ügynöksége.
A cégcsoport zászlóshajójának számító Hamu és Gyémánt Kft.-t 1998-ban alapította Csetényi Csaba és Krskó Tibor üzletember. A társaság saját márkákkal és K+F tevékenységgel rendelkezik. A Csoport 8 nyelven készít tartalmat, több mint két tucat különböző kommunikációs csatornán. Saját kiadványai közé tartozik a Hamu és Gyémánt életstílus-, a Haszon és Haszon Agrár üzleti, valamint a VinCE bormagazin, a hozzá kapcsolódó VinCE Klub és a régió vezető borfesztiválja.
A Csoporthoz tartozik a KOD Média sales house, amely többek közt szervezi és értékesíti Magyarország legnagyobb vidéki rádiós hálózatát. A cégcsoport részét képezi saját kreatív- és  fotóügynökség, rendezvényszervező divízió és az iFaktor Agency influenszer ügynökség.
A társaság a legnagyobb nemzetközi és hazai szereplőkkel dolgozik együtt marketing és kereskedelmi területen. Ügyfeleik között éppúgy megtalálhatóak magánvállalatok - mint a MOL Magyar Olaj- és Gázipari Nyrt., az OTP Bank és az Audi Hungaria Zrt. -, mint állami szereplők.
A HG Média Csoport nevéhez számos európai uniós kommunikációs kampány fűződik. A Magyar Turizmus Zrt. számára készített országimázsfilmje, a Think Hungary - More than Expected 2015-ben első díjat kapott a Turisztikai Világszervezet (UNWTO) Tourism Video Competition versenyén és Ezüst Delfin díjat a Cannes Corporate Media & TV Awardson.
A cégcsoporthoz tartozó AVB Rendezvényszervező Kft. alapítója és működtetője a 2019-ben az European Best Destinations független utazási portál által Európa legszebb karácsonyi vásárának választott budapesti Advent Bazilikának.
A HG Média csoporthoz tartozó Network 360 Reklámügynökség Kft. készítette a 2017-es lyoni Bocuse d’Or nemzetközi szakácsverseny győztes plakátját is.
A filmiparban koproducerként részt vett a Sorstalanság (2005), a Szabadság, szerelem (2006), az Ópium: egy elmebeteg nő naplója (2007), a Buda (rövidfilm, 2012) és A nevek dala (2019) c. filmek készítésében.
A két tulajdonos társadalmi felelősségvállalása és mecénási aktivitása részeként többek között létrehozta Magyarország legnagyobb edukációs videóbázisát, illetve mecénási kört szervezve áll a nemzetközi TED-konferenciasorozat budapesti állomása, a TEDx Danubia mögött.[forrás?]